# Paratetilla amboinensis
Paratetilla amboinensis är en svampdjursart som först beskrevs av Kieschnick 1898.  Paratetilla amboinensis ingår i släktet Paratetilla och familjen Tetillidae. Inga underarter finns listade i Catalogue of Life.